# Cuitzeo
El Llac Cuitzeo és un llac, de 300-400 km² i amb una fondària de 27 m, situat a la part central de Mèxic a l'estat de Michoacán. El seu volum d'aigua fluctua freqüentment. És el segon llac d'aigua dolça més gran de Mèxic.
El llac Cuitzeo té una conca endorreica.
És de forma irregular i no té una sortida natural però s'ha excavat un canal artificial de drenatge al nord.
Les tres entrades principals són els rius el Viejo de Morelia, Grande de Morelia, i Querendaro.